# 菱川花菜のはなことば。
『菱川花菜のはなことば。』（ひしかわはなのはなことば）は、2022年3月29日から2025年3月26日まで文化放送 超!A&G+で配信されていたインターネットラジオ番組である。パーソナリティは、声優の菱川花菜。

## 番組概要
放送開始当時18歳の新人声優である菱川花菜が初めてパーソナリティを務めたラジオ番組。単独パーソナリティかつ冠番組としても自身初挑戦となった。
「好きなこと」や「今興味があること」などを菱川が「自分のことば＝はなことば」として発信する番組で、番組タイトルは菱川自ら考え、「花菜（の）言葉」と「花言葉」を掛けつつ、「かわいいかな」と思ってひらがなで表記し、最後に植物の種をイメージした句点（「。」）が付けられている。ただし、Twitter用のハッシュタグは「#花菜ことば」表記となっている。リスナーの呼称は「園芸部員」。

## パーソナリティ
- 菱川花菜

## 放送時間
超!A&G+
2022年3月29日 - 2024年3月26日
火曜日 17:00 - 17:30（リピート配信 土曜日 15:30 - 16:00）
2024年4月3日 -  2025年3月26日
水曜日 18:30 - 19:00（リピート配信 土曜日 15:30 - 16:00）
- 基本的に隔週更新で、更新翌週はリピート配信。ただし2022年8月においては9日に菱川の新型コロナウイルス感染が判明したことに伴い、2日に配信した第9回のリピート配信を27日まで行った[4]。
- 2022年3月29日が放送初回だが、菱川の自己紹介やコーナー紹介にあてたことから、放送回数としては「第0回」と扱われている[5]。
- 2023年4月10日配信の第26回では番組開始1周年を記念し、初めて簡易動画配信を行った[6]。同年10月10日の第39回でも一部動画配信を実施[7]、2024年4月10日配信の第52回でも2周年記念で動画配信を行っている[8]。

## コーナー
前回のはなことば。
前回の配信を聞いて印象に残った菱川の発言とその感想を募集する。
ひしかわは“て”な
菱川がリスナーに聞きたいテーマを発表し、それに対する意見を募集する。
お花は花菜にこう言っている。
課題となる花を見て菱川が新たに考えついた花言葉をイラストとともに発表する。イラストは公式Twitterアカウントで公開される。
はなしの種を咲かせましょう
リスナーからトークテーマを募集し、それを元に菱川がトークする。

### 過去のコーナー
元気満開！
菱川に励ましてほしい、応援してほしいことを募集、それに対して菱川が応援のメッセージを送る。2023年12月をもって終了。

## ゲスト
- 第29回（2023年5月23日）：後本萌葉[9]
- 第74回（2025年2月12日予定）：ユリイ・カノン（月詠み）[10]

## イベント
2025年3月29日に番組イベントを文化放送メディアプラスホールにて開催。